# Kia Niro
La Kia Niro est un crossover hybride, hybride rechargeable ou électrique produit par le constructeur automobile coréen Kia Motors de 2016 à 2021. Elle est commercialisée en France à partir de juillet 2016. Elle est remplacée par une seconde génération présentée en novembre 2021.

## Présentation
La Kia Niro est dévoilée le 11 février 2016 au salon de Chicago aux États-Unis avant sa présentation en Europe au salon de Genève 2016. En 2017, le constructeur dévoile la version hybride rechargeable de la Niro.
Elle est suivie d'une version 100 % électrique en 2018.

### Phase 2
En 2019, la Niro est restylée uniquement dans ses versions hybride et hybride rechargeable. Les nouveaux boucliers s'inspirent de la version électrique, les feux de jour adoptent des éléments en forme de flèche à la place du carré, la calandre adopte une nouvelle grille et les feux arrière sont modernisés.
Il adopte le nouveau logo Kia en 2021.

### Niro Plus et Niro Plus Taxi
Kia présente en avril 2022 une nouvelle version de son Niro de première génération : le Kia Niro Plus. Commercialisé en Corée du Sud à partir du second semestre 2022, il s'agit d'une version du Niro maximisant l'espace à bord grâce à une augmentation de la hauteur du véhicule de 8 cm, et à des sièges plus fins. La longueur totale augmente de 1 cm.
Deux versions sont proposées : le Kia Niro Plus Taxi (destiné spécifiquement à une clientèle de taxi et uniquement disponible en version électrique) et le Kia Niro Plus (ouvert à tous les types de clientèles et disponible en hybride, en hybride rechargeable et en électrique), ce dernier étant destiné à être vendu au-delà des frontières coréennes,.

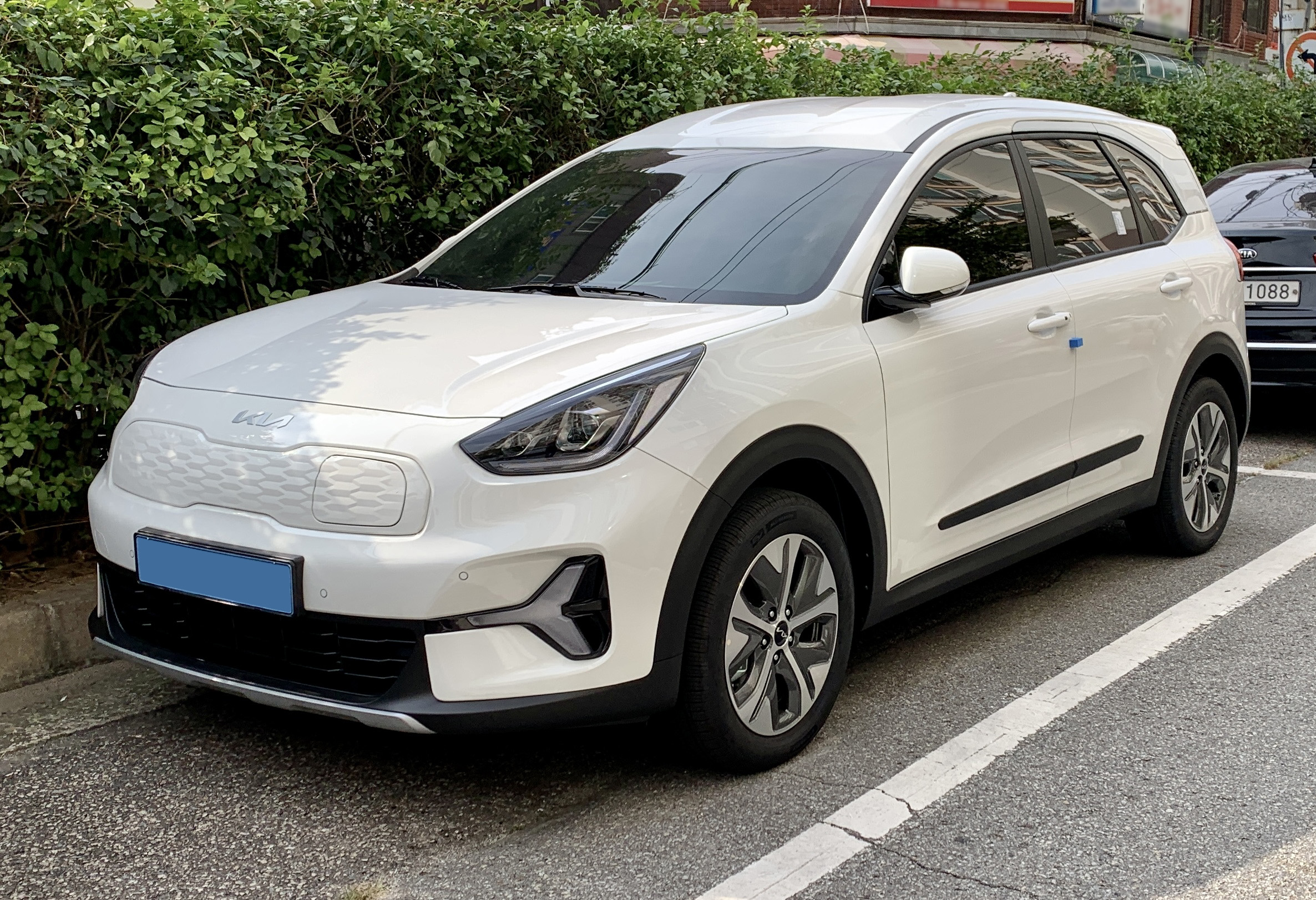
Kia Niro Plus partie avant
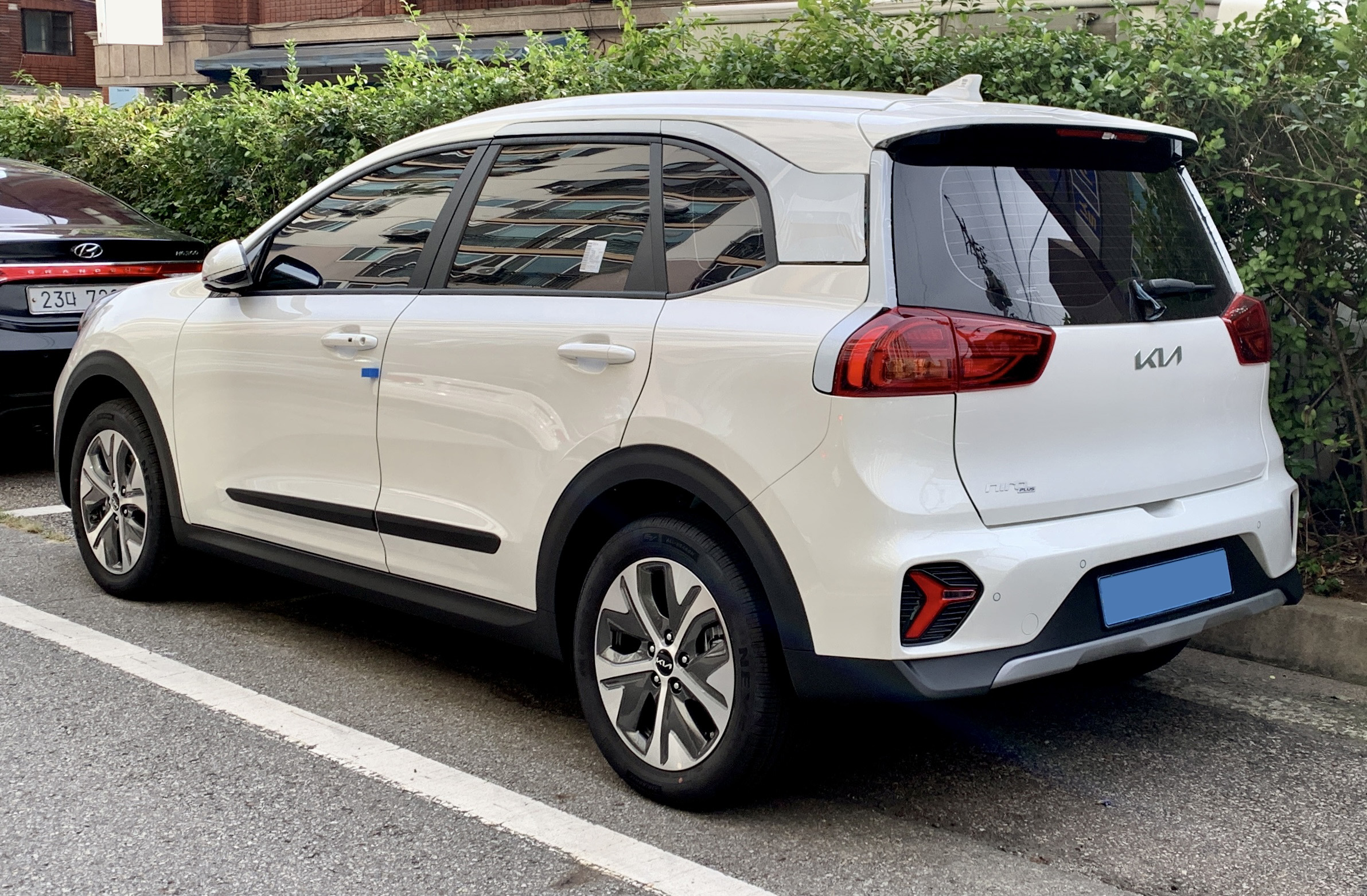
Kia Niro Plus partie arrière

## Caractéristiques techniques

### Hybride

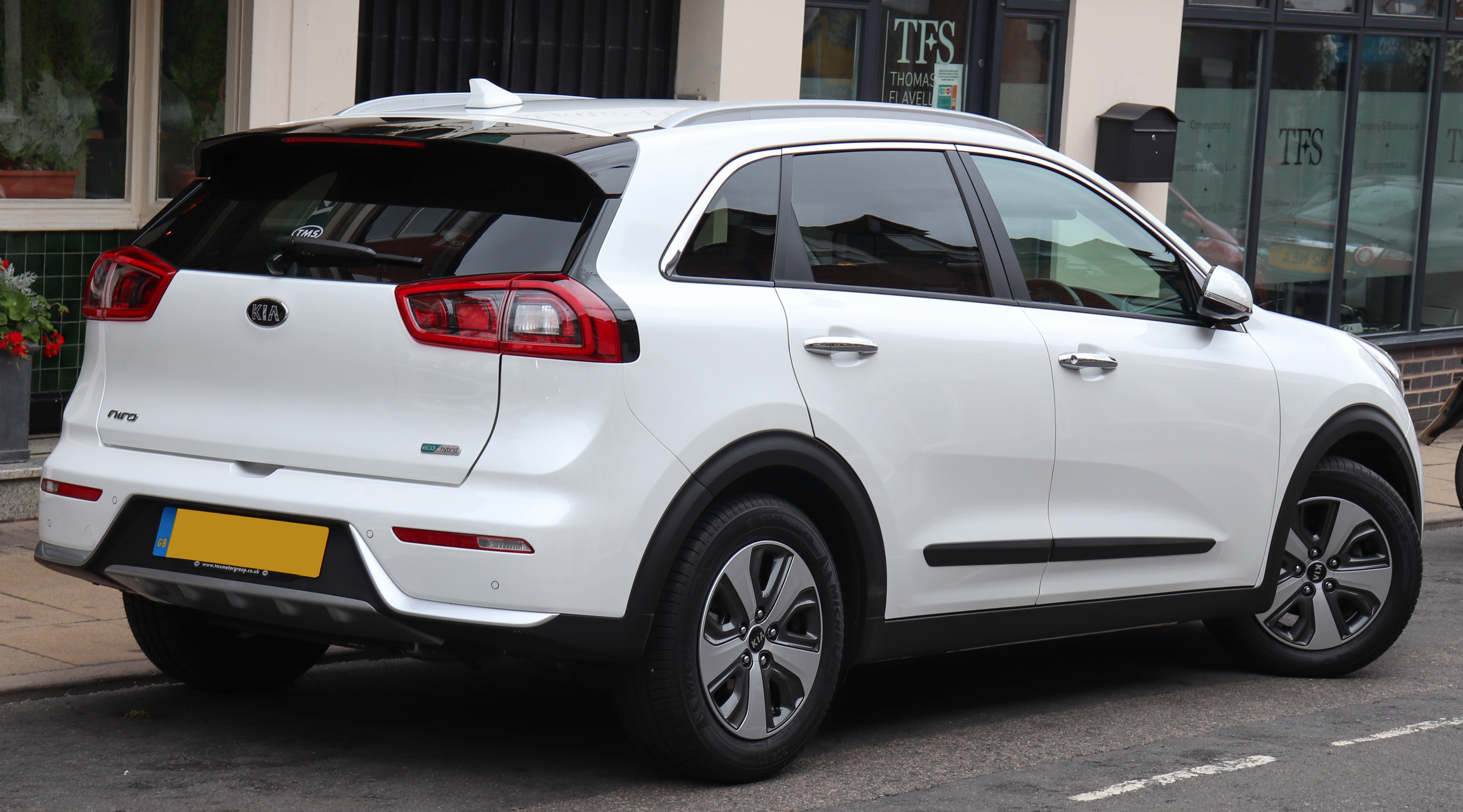
Kia Niro

La Niro hybride est dotée d'un moteur thermique 1,6 litre GDI de 105 ch à injection directe et fonctionnant selon le Cycle d'Atkinson, couplé à un moteur électrique 32 kW pour une puissance combinée de 141 ch, le tout associé à une boite de vitesses à six rapports DCT6 à double embrayage. Le moteur électrique est situé entre le bloc essence et la boîte automatique et alimenté par une batterie lithium-polymère.

### Hybride rechargeable (PHEV)

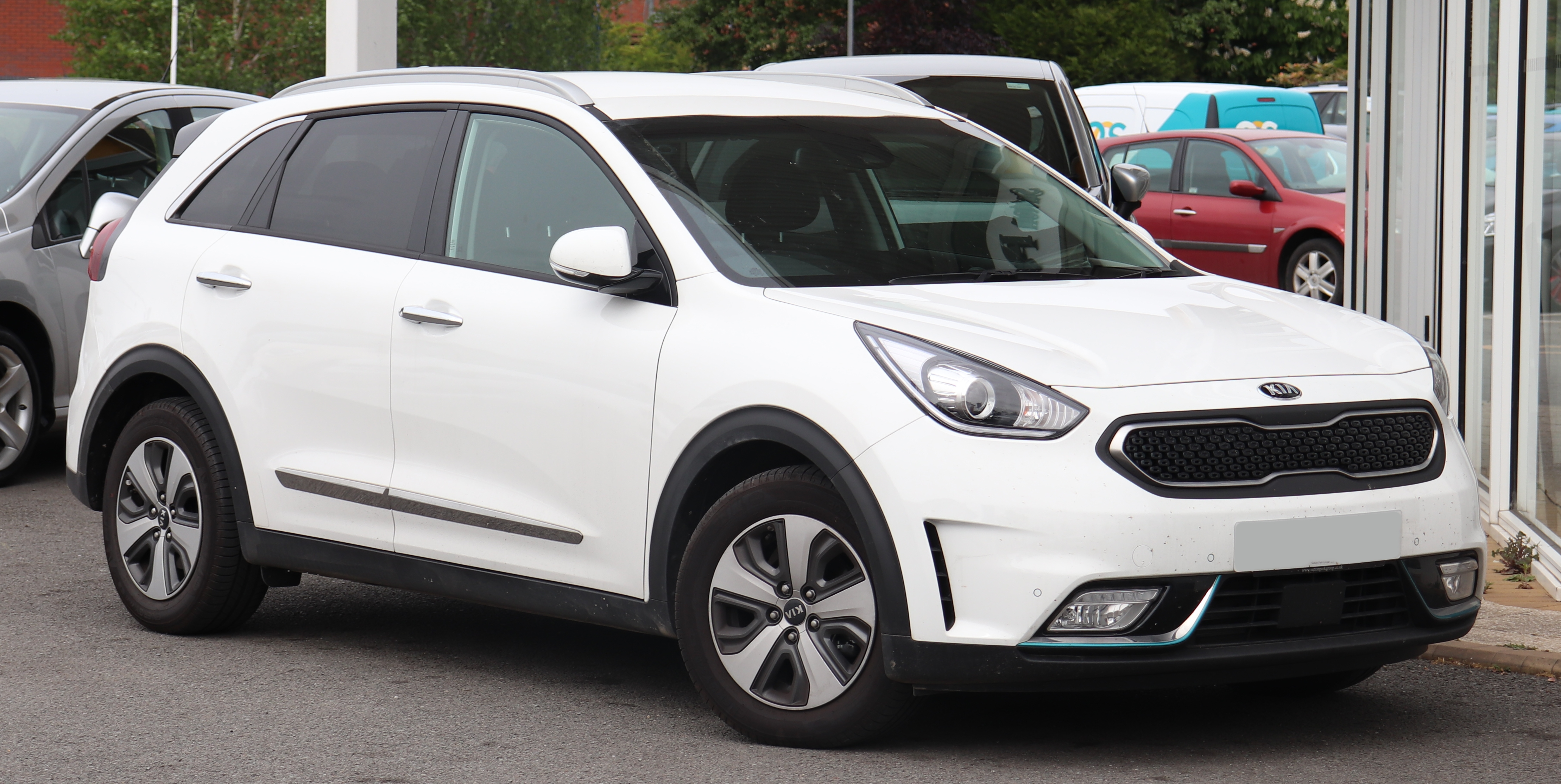
Kia Niro PhEV

Au salon de l'automobile de Francfort 2017, la Niro est déclinée en version hybride rechargeable, et commercialisée au troisième trimestre 2017. La Niro hybride rechargeable reçoit le moteur thermique du Niro standard avec un moteur électrique de 60 ch alimenté par une nouvelle batterie d'une capacité de 8,9 kWh.

### Électrique (e-Niro)

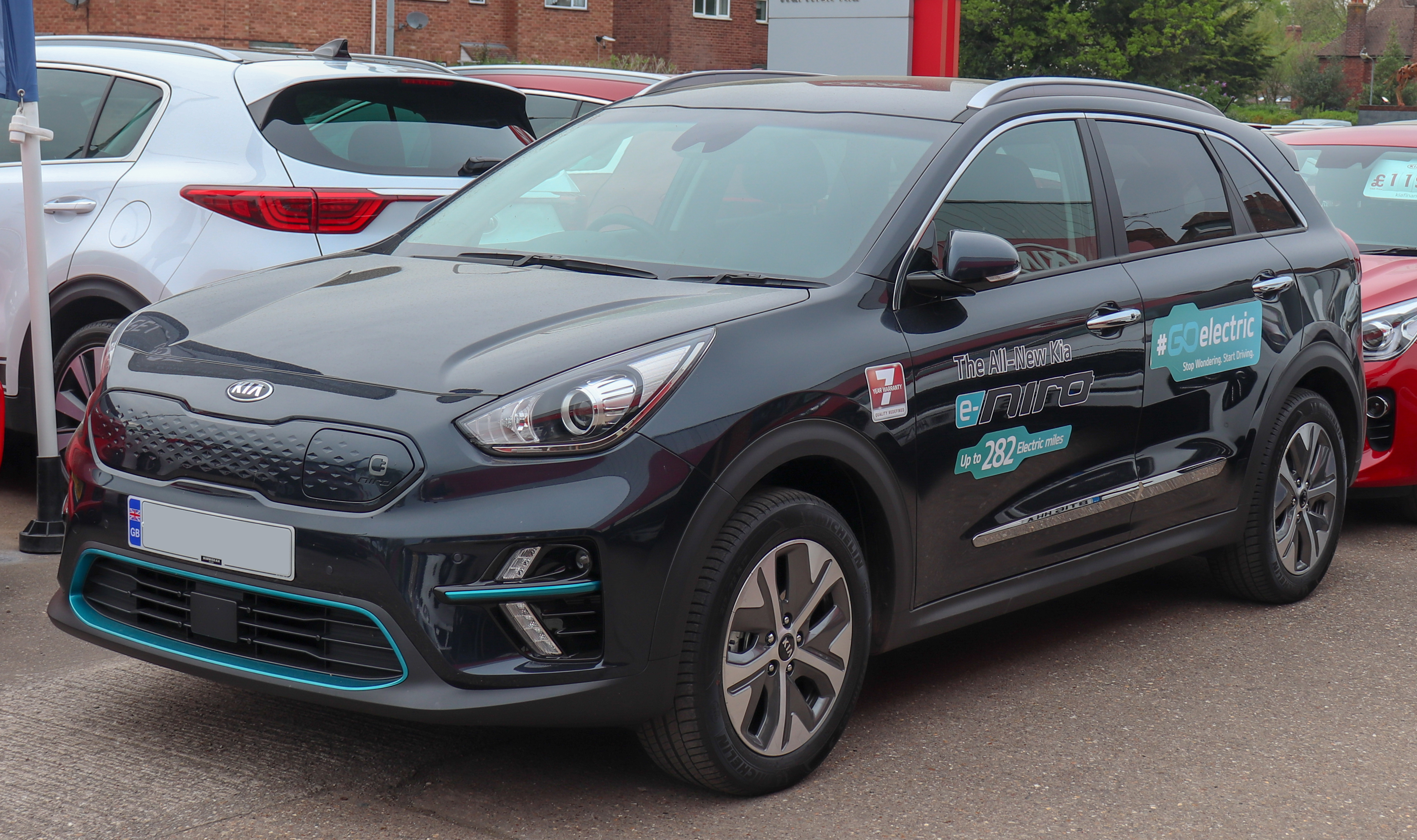
Kia e-Niro

Au mois de mai 2018, le constructeur annonce une version électrique de son crossover. Elle promet une autonomie de 449 km avec une batterie d'une capacité de 64 kWh, ou 312 km avec une batterie de 39 kWh.
Kia e-Niro propose une puissance de 204 ch avec un couple de 395 N m. Elle offre un coffre allant de 450 à 1 405 litres pour un poids total à vide de 1 791 kg. Le e-niro 64 kWh recharge à une puissance maximale de 77 kW (200 A) de 0 à 80 % en 54 minutes en fonction des conditions climatiques et de la température de la batterie.
Versions zone froides/zones tempérées
L'e-Niro existe avec deux configurations majeures. Celle dites « zone froide » équipée d'une pompe à chaleur et d'un réchauffeur de batterie : Belgique, Luxembourg, pays nordiques et une version « zone tempérée » qui ne dispose pas de ces équipements : France, Espagne, Italie, etc.

## Finitions
Quatre finitions sont disponibles pour les modèles hybrides et hybrides rechargeables [Quand ?]: 
- Motion
- Active
- Design
- Premium

## Concept car

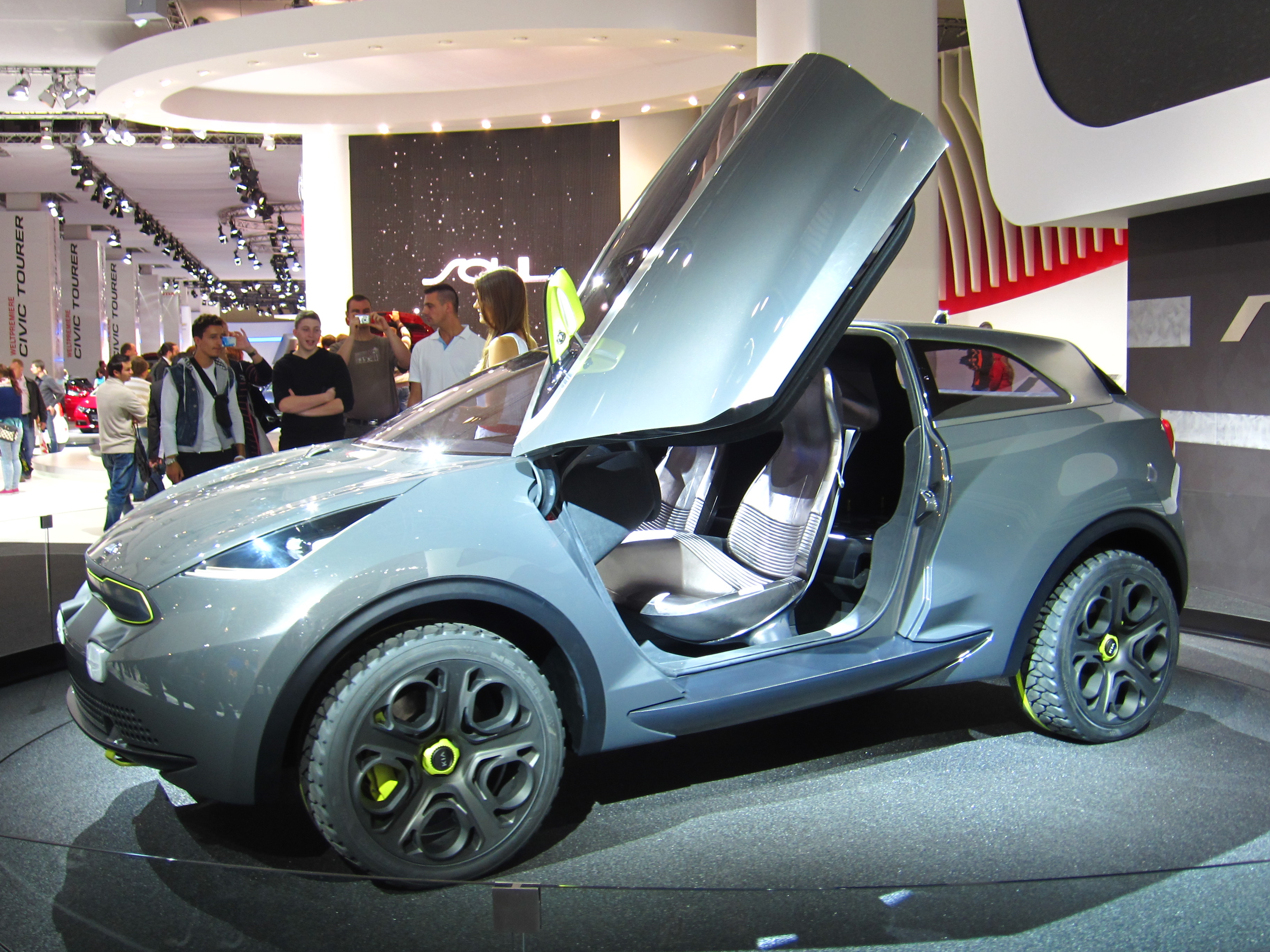
Kia Niro Concept à Francfort (2013)

La Kia Niro est préfigurée par le concept car Kia Niro Concept (code KED-10) présenté au salon de Francfort 2013. Celui-ci est un concept car de crossover urbain équipé de deux portes à ouverture en élytre.